# Станислав Бачев
Станислав Венчов Бачев е български футболист, който играе като централен и ляв краен защитник.

## Състезателна кариера
Започва кариерата си в родния Пирин (Благоевград) и само след два сезона с екипа на „орлетата“ привлича вниманието на водещите отбори от А група. През лятото на 2000 г. преминава в състава на Литекс (Ловеч) воден тогава от Михай Стойкица. Отначало Бачев не намира място в титулярния състав а взима участие само в две контролни срещи (Берое-Литекс 3:6 и ЦСКА-Литекс 3:5). Новоназначения треньор на „оранжевите“ Ферарио Спасов дава шанс на младока и той прави официален дебют на 28 октомври 2000 г. в мач от Висшата лига срещу Спартак (Вн.), спечелен от ловчалии с 4:0. Година по-късно става вицешампион на Висшата лига. На 9 ноември 2002 г. в шампионатен мач срещу ЦСКА главния съдия Момчил Врайков отсъжда дузпа в 90+2 мин. и афектираният Станислав Бачев му нанася удар с глава в лицето за което получава червен картон, а дисциплинарната комисия му отнема състезателните права за 6 месеца. С екипа на Литекс играе три финала от турнира за Купата на България като в два от тях е победител, а в третия губи от Левски с 1:2. Бачев взима участие и в мача за Суперкупа на България 2004 загубен от Локомотив (Пд) с 0:1, има записани и осем срещи в турнира за Купата на УЕФА. През лятото на 2004 г. Бачев заедно със съотборника си Пол Ададо изкарват проби в Русия, но до трансфер не се стига. Така в края на годината след 4 сезона с екипа на Литекс договорът му не е подновен и бранителят става свободен агент. Започва подготовка с Марек за който се състезава един сезон. След края на шампионата заминава за Азербайджан и подписва за една година с ФК Баку където треньор е Гьоко Хаджиевски, а година по-късно става шампион на страната.  След като му свършва договора той не е продължен и Бачев се прибира в България като се разбира с ръководството на Берое да помогне до края на есенния дял от шампионата и при изгодна оферта от чужбина да напусне. Със старозагорския тим е носител на Купата на България за 2009-10 г. На 24 октомври 2011 г. Берое и Станислав Бачев се разделят по взаимно съгласие. 

## Успехи
Литекс (Ловеч)
- Купа на България (2): 2000-01, 2003-04
  - Финалист (1): 2002-03
- Висша футболна лига
  - Вицешампион (1): 2001-02

 ФК Баку
- Шампион на Азербайджан (1): 2008-09

 Берое (Стара Загора)
- Купа на България (1): 2009-10